# Ноткин, Нота Хаимович
Но́та Ха́имович Но́ткин (Нота Шкловер) — польский и российский предприниматель, купец и общественный деятель.
Нота Хаимович Ноткин родился в городе Шклове в еврейской семье. Купец. В конце 1780-х годов занимался предпринимательством в Москве, с начала XIX века — в Санкт-Петербурге. В 1803 году вошёл в правительственный Еврейский комитет, созданный для разработки законодательства о правах евреев. Являлся одним из основателей религиозной общины Санкт-Петербурга.
Благодаря его хлопотам община получила в 1802 году участок под первое еврейское кладбище на территории Волковского кладбища (на котором он и был похоронен).